# 黄仁华祠墓
黄仁华祠墓，位于中国广东省揭阳市东山东兴玉浦、打鼓岭，为揭阳市的一个市、县级文物保护单位，类型为古墓葬，公布时间为2007年12月。
黄仁华祠墓的历史年代为明代。